# Parques ecológicos en Puebla
Los parques ecológicos en Puebla son lugares de recreación y de conservación en Puebla, México, creados con la finalidad de promover el cuidado del equilibrio ecológico a través de la protección de los recursos naturales, los diversos ecosistemas, y sus respectivas flora y fauna. El Gobierno del estado de Puebla ha promovido la creación de parques y reservas ecológicas; dichos espacios se encargan de promover “una cultura conservacionista que involucre a la sociedad en el fomento y promoción de valores que exalten la labor de los habitantes comprometidos con la conservación del Medio Ambiente.'” 
La Secretaría de Sustentabilidad Ambiental y Ordenamiento Territorial del Gobierno de Puebla, en cada parque ofrece diferentes alternativas que permitan elevar la calidad de vida de los ciudadanos de Puebla al mismo tiempo que se integra un plan de recuperación, y preservación de las reservas ecológicas naturales ubicadas en la Zona Metropolitana del Valle de Puebla. 

## Problemática actual
De acuerdo con el Instituto Nacional de Estadística Geografía e Informática el estado de Puebla es el quinto estado de la República Mexicana con mayor población y desarrollo urbano, y en los últimos años se ha visto una mayor producción lo cual implica necesariamente una mayor contaminación producida no solo por actividades como la agricultura, ganadería o silvicultura, sino por parte de la industria. El Gobierno del estado de Puebla señala que tan sólo en la ciudad de Puebla se encuentra comprendido el 85% de la industria, siendo el sector automotor aquel que ha presentado mayor crecimiento, posteriormente le sigue el de la industria metálica básica, el de química ligera y finalmente el de artículos eléctricos, conservando también una importancia relevante la industria textil y la metalúrgica como Hylsa. 
Uno de los principales problemas que aquejan a la zona metropolitana del Valle de Puebla es la elevada taza de emisiones contaminantes a la atmósfera por parte de fuentes móviles, es decir, todo aquel vehículo que realice procesos de combustión interna y a través de la cual pueda liberar contaminantes como lo son el monóxido de carbono y plomo. Para contrarrestar los efectos que producen estos gases en el ambiente, se han llevado jornadas intensas de reforestación en el estado a través de la Comisión Nacional Forestal desde el 93 hasta la fecha.
| Año  | Superficie (hectáreas) |
| ---- | ---------------------- |
| 1993 | 575                    |
| 1994 | 1049                   |
| 1995 | 1289                   |
| 1996 | 3420                   |
| 1997 | 4169                   |
| 1998 | 10,767                 |
| 1999 | 11,413                 |
| 2000 | 7,497                  |
| 2001 | 7,996                  |
| 2002 | 24,971                 |
| 2003 | 11,667                 |
| 2004 | 8,209                  |
| 2005 | 9,577                  |
| 2006 | 9,186                  |
| 2007 | 8,556                  |
| 2008 | 37,180                 |
| 2009 | 7,150                  |
| 2010 | 2,462                  |
| 2011 | 14,145                 |

Partiendo de esta problemática, y apoyando a las mencionadas reforestaciones, el Gobierno de Puebla decidió desarrollar "'estrategias que permitan la recuperación y el aprovechamiento sustentable de estos recursos'", de modo que crearon los parques ecológicos con la finalidad de regenerar el área verde perdida a causa del crecimiento industrial y poblacional en el área metropolitana. Actualmente se cuenta con cuatro parques ecológicos.

## Parques ecológicos

### Parque del Bicentenario “18 de Noviembre”
El Parque bicentenario es un parque ecológico ubicado en San Francisco Totimehuacán, el municipio de Puebla de Zaragoza, al sur de la ciudad de Puebla. Se trata de uno de los principales parques ecológicos de la Ciudad de Puebla, en él se realizan varias actividades a favor del medio ambiente, como lo son jornadas de reforestación, talleres ambientales, motivación y pláticas para los ciudadanos que los inciten a cuidar al medio ambiente, así como actividades recreativas en donde se ve a varias familias participando.
Cuenta con un total de 64 hectáreas y se encuentra ubicado cerca de la Presa de Valsequillo. Uno de los objetivos principales de dicho espacio es que con el paso del tiempo este espacio sea uno de los pulmones de la ciudad de Puebla, misma que se encuentra en un crecimiento constante no sólo poblacional sino económico e industrial. El parque presenta un clima semiseco con verano cálido, y es capaz de albergar una gran cantidad de especies endémicas de Puebla, especialmente aves migratorias. Se encuentra compuesto por matorral xerófilo y en él se han logrado plantar alrededor de 25 mil árboles los cuales buscan la regeneración de la cubierta vegetal así como del aire y otros factores que regulen la retención del agua el clima, y controlen la erosión.

### Parque Ecológico "Revolución Mexicana"

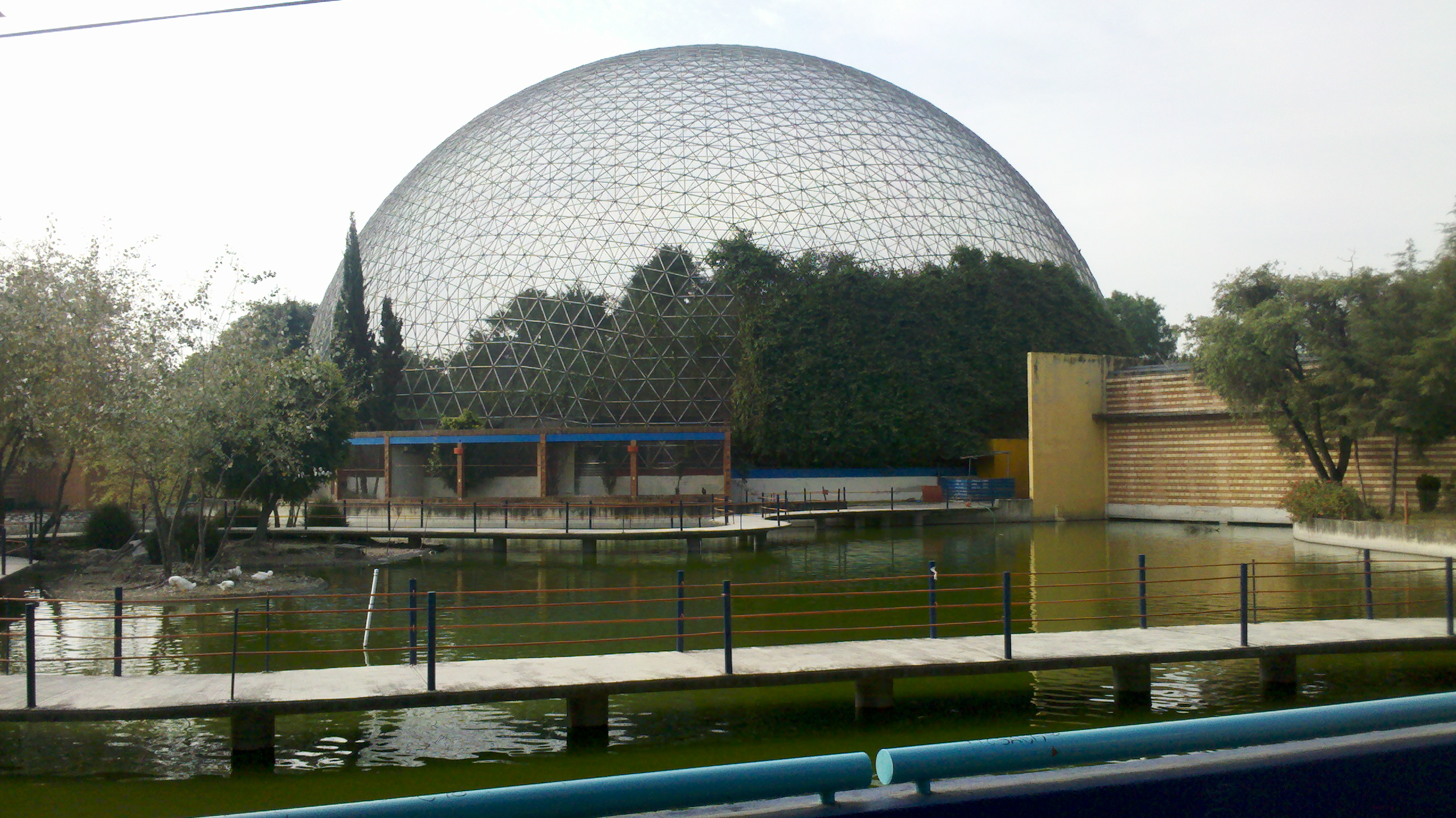
Aviario en el Parque Ecológico Revolución Mexicana.

El parque Revolución Mexicana cuenta con 58 hectáreas, y en él se llevan a cabo diferentes actividades de recreación que fomentan la conservación ambiental. El parque se encuentra conformado por un aviario en el que podemos encontrar más de 50 especies de aves, como la Chachalaca de selva o el Cardenal rojo y tres jardines botánicos que tratan de asemejar diferentes climas que van desde una selva tropical hasta un área desértica o un bosque. También cuenta con una huerta en la cual se cultiva todo lo necesario para la alimentación de las especies que habitan en el parque. 
Así mismo cuenta con un teatro-foro en el que se le da una gran importancia a la conservación y preservación de la naturaleza, y a través de capacitación y conferencias que fomenten la conciencia ambiental. En dicho espacio, el cual puede contener a más de 800 personas, también se planean proyectos que conserven la cubierta vegetal del parque, como lo son las jornadas de reforestación.

### Parque del Arte

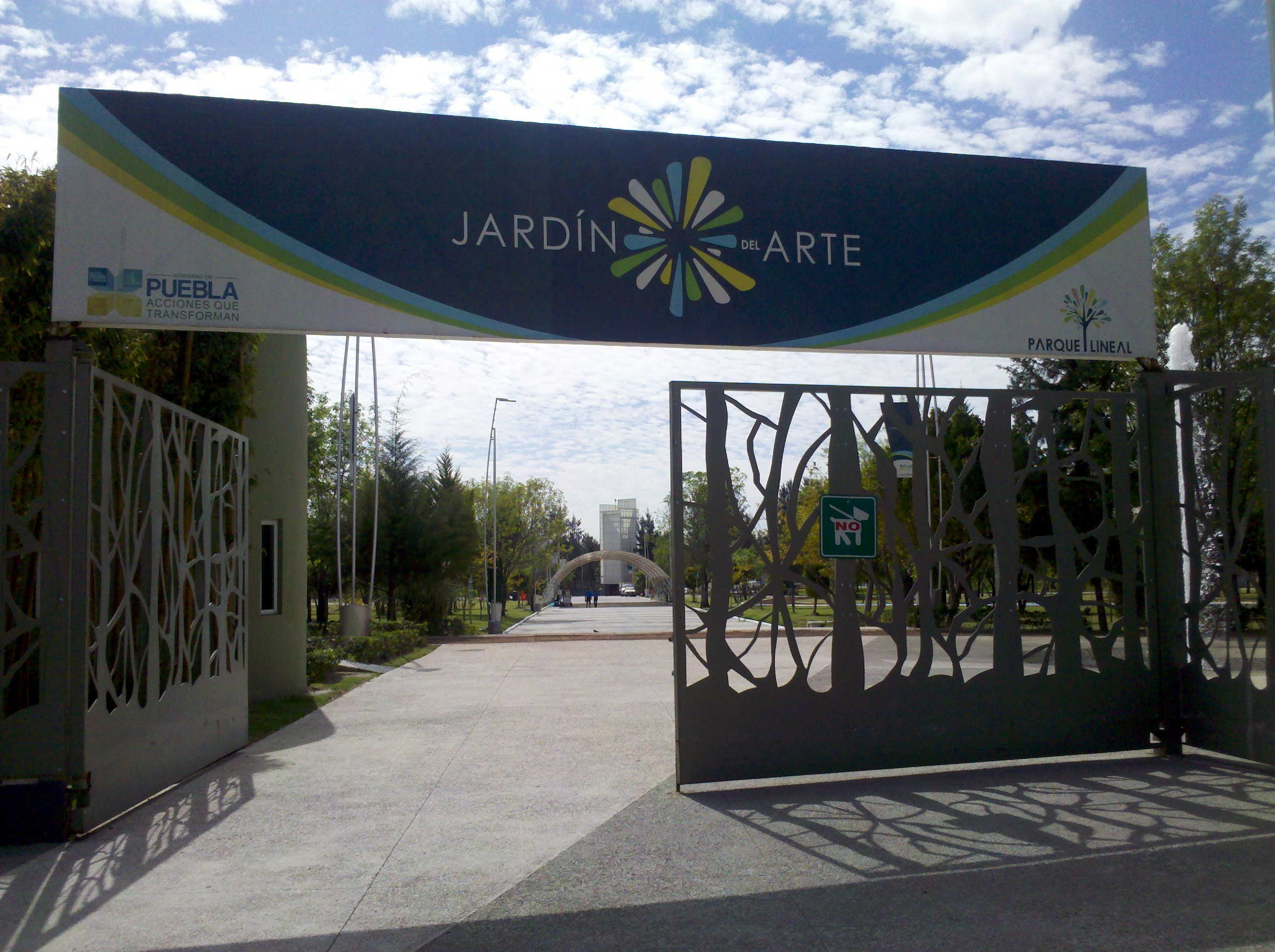
Entrada al Jardín del Arte.

El parque del arte es uno de los lugares más emblemáticos de la ciudad de Puebla, fue creado gracias a la iniciativa de la Secretaría de Sustentabilidad Ambiental y Ordenamiento Territorial, la cual pretende ofrecer un espacio que a través de acciones de reforestación y mantenimiento ofrezca un ambiente 100% natural en donde se puedan realizar actividades deportivas y recreativas. Cuenta con 13 hectáreas, pobladas en su mayoría de árboles, que aportan beneficios ambientales a la zona en la que se encuentra ubicado.